# Crédit Agricole

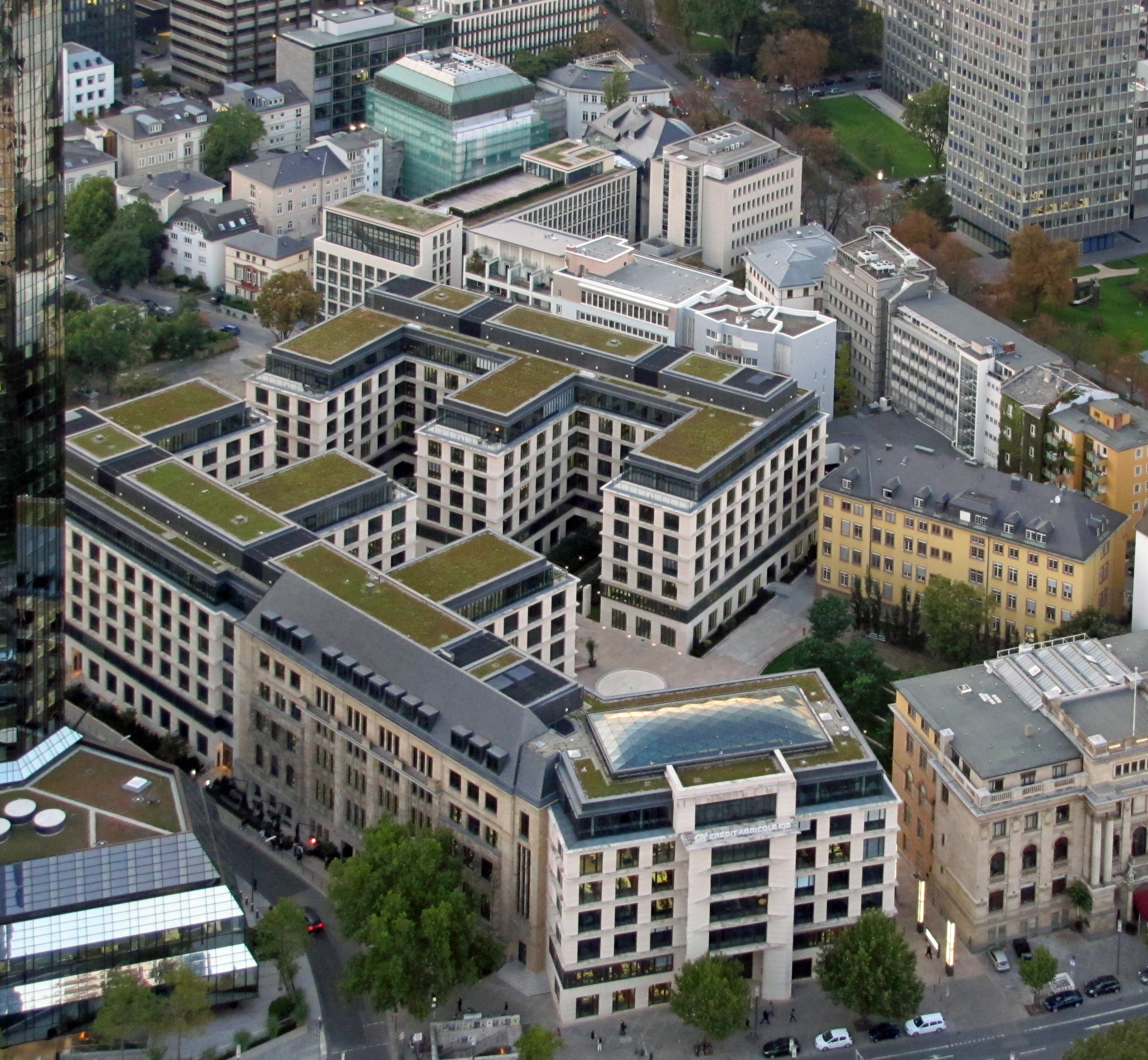
Pobočka Crédit Agricole ve Frankfurtu nad Mohanem

Crédit Agricole je francouzská obchodní banka s centrálou v Paříži. Její právní forma je akciová společnost. Crédit Agricole má zhruba 160 000 zaměstnanců a roční obrat 34,2 miliardy € (2010). Je ústřední společností skupiny Crédit Agricole, která je družstevně organizována.

## Organizace
Crédit Agricole je družstevní bankovní skupina, která zahrnuje vedle burzovně obchodovatelné banky Crédit Agricole S.A. rovněž 39 Caisses Régionales de Crédit Agricole Mutuel (družstevních regionálních pokladen), které se skládají z celkového počtu 2544 samostatných družstev. Akciová Crédit Agricole je společně vlastněna z 56,3 % regionálními pokladnami a sama naopak vlastní jejich zhruba čtvrtinový podíl. Skupina Crédit Agricole má na celém světě asi 11 500 poboček a okolo 50 miliónů zákazníků.

## Oblast podnikání
V osobním bankovnictví se Caisses Régionales zaměřují především na venkovské oblasti, zatímco Crédit Agricole má pobočky ve velkoměstech. Tato kombinace umožňuje finanční skupině držet významný podíl na francouzském finančním trhu. Banka má rovněž prostřednictvím získaných bank také zastoupení v zahraničí v Itálii (Cariparma), Řecku (Emporiki Bank), Maroku, Egyptě, Polsku a jinde.
Ve specializovaných bankovních službách nabízí též spotřební úvěry, faktoring, leasing, pojištění a správu majetku.
Investičním bankovnictvím se zabývá člen skupiny Credit Agricole Corporate & Investment Bank.

## Pokuta
V září 2010 byla Crédit Agricole spolu s dalšími 10 bankami odsouzena francouzským protimonopolním úřadem k celkové pokutě ve výši 381,1 miliónů €. Banky uzavřely dohodu a v letech 2002–2007 zpoplatnily svým zákazníkům platbu šekem ve výši 4,3 centů, aby docílily mimořádného zisku. Opatření se dotklo 80 % šeků použitých ve Francii, kde bylo do té doby jejich používání bezplatné. Po zásahu bankovního dozoru byla tato praxe ukončena a kartel byl potrestán pokutou. Podle úřadu hrála Crédit Agricole ve skupině vedoucí úlohu, takže její pokuta byla vyšší o 10 %. Protože dále byla banka v roce 2000 už jednou kvůli porušení pravidel hospodářské soutěže pokutována, byla její pokuta navýšena ještě o dalších 20 %.